# Ministère de l'Intérieur (Danemark)
Pour les articles homonymes, voir Ministère de l'Intérieur.
Le ministère de l'Intérieur est un ministère danois qui supervise l'administration territoriale et organise les processus électoraux du pays. Il est dirigé par Sophie Løhde depuis le 15 décembre 2022.

## Historique
Entre 2001 et 2007 puis entre 2010 et 2011, le ministère de l'Intérieur est réuni avec celui de la Santé (« ministère de l'Intérieur et de la Santé »), et même renommé « ministère du Bien-être social » entre 2007 et 2009 (où il est également rattaché au portefeuille des Affaires sociales, en plus de celui de l'Égalité des chances ; entre 2009 et 2010, il forme le « ministère de l'Intérieur et des Affaires sociales »). En 2011, les deux portefeuilles sont séparés, et l'Intérieur et rattaché au ministère de l'Économie, pour former le « ministère de l'Économie et de l'Intérieur ». En 2015, le ministère de l'Intérieur est à nouveau réuni avec celui des Affaires sociales. De 2021 à 2022, il forme le ministère de l'Intérieur et du Logement et depuis 2022 le ministère de l'Intérieur et de la Santé.

## Liste des ministres
| Nom | Nom                      | Gouvernement                            | Début du mandat   | Fin du mandat     |
| --- | ------------------------ | --------------------------------------- | ----------------- | ----------------- |
|     | Knud Kristensen          | Vilhelm Buhl II                         | 5 mai 1945        | 7 novembre 1945   |
|     | Einar Kjær               | Knud Kristensen                         | 7 novembre 1945   | 18 juin 1947      |
|     | Niels Arnth-Jensen       | Knud Kristensen                         | 18 juin 1947      | 13 novembre 1947  |
|     | Egon Jensen              | Hans Hedtoft I                          | 13 novembre 1947  | 23 novembre 1947  |
|     | Jens Smørum              | Hans Hedtoft I                          | 23 novembre 1947  | 30 octobre 1950   |
|     | Aksel Møller             | Erik Eriksen                            | 30 octobre 1950   | 30 septembre 1953 |
|     | Johannes Kjærbøl         | Hans Hedtoft II et H. C. Hansen I       | 30 septembre 1953 | 30 août 1955      |
|     | Carl Petersen            | H. C. Hansen I                          | 30 août 1955      | 28 mai 1957       |
|     | Søren Olesen             | H. C. Hansen II et Viggo Kampmann I     | 28 mai 1957       | 18 novembre 1960  |
|     | Hans R. Knudsen          | Viggo Kampmann II                       | 18 novembre 1960  | 7 septembre 1961  |
|     | Lars P. Jensen           | Viggo Kampmann II et Jens Otto Krag I   | 7 septembre 1961  | 26 septembre 1964 |
|     | Hans Erling Hækkerup     | Jens Otto Krag II                       | 26 septembre 1964 | 2 février 1968    |
|     | Poul Sørensen            | Hilmar Baunsgaard                       | 2 février 1968    | 29 juin 1969      |
|     | H. C. Toft               | Hilmar Baunsgaard                       | 29 juin 1969      | 11 octobre 1971   |
|     | Egon Jensen              | Jens Otto Krag III et Anker Jørgensen I | 11 octobre 1971   | 6 décembre 1973   |
|     | Jacob Sørensen           | Poul Hartling                           | 19 décembre 1973  | 13 février 1975   |
|     | Egon Jensen              | Anker Jørgensen II                      | 13 février 1975   | 30 août 1978      |
|     | Knud Enggaard            | Anker Jørgensen III                     | 30 août 1978      | 26 octobre 1979   |
|     | Henning Rasmussen        | Anker Jørgensen IV et V                 | 26 octobre 1979   | 10 septembre 1982 |
|     | Britta Schall Holberg    | Poul Schlüter I                         | 10 septembre 1982 | 12 mars 1986      |
|     | Knud Enggaard            | Poul Schlüter I                         | 12 mars 1986      | 10 septembre 1987 |
|     | Thor Pedersen            | Poul Schlüter II, III et IV             | 10 septembre 1987 | 25 janvier 1993   |
|     | Birte Weiss              | Nyrup Rasmussen I, II et III            | 25 janvier 1993   | 20 octobre 1997   |
|     | Thorkild Simonsen        | Nyrup Rasmussen III et IV               | 20 octobre 1997   | 23 février 2000   |
|     | Karen Jespersen          | Nyrup Rasmussen IV                      | 23 février 2000   | 27 novembre 2001  |
|     | Lars Løkke Rasmussen     | Fogh Rasmussen I, II et III             | 27 novembre 2001  | 23 novembre 2007  |
|     | Karen Jespersen          | Fogh Rasmussen III                      | 23 novembre 2007  | 7 avril 2009      |
|     | Karen Ellemann           | Løkke Rasmussen I                       | 7 avril 2009      | 23 février 2010   |
|     | Bertel Haarder           | Løkke Rasmussen I                       | 23 février 2010   | 3 octobre 2011    |
|     | Margrethe Vestager       | Thorning-Schmidt I et II                | 3 octobre 2011    | 2 septembre 2014  |
|     | Morten Østergaard        | Thorning-Schmidt II                     | 2 septembre 2014  | 28 juin 2015      |
|     | Karen Ellemann           | Løkke Rasmussen II                      | 28 juin 2015      | 28 novembre 2016  |
|     | Simon Emil Ammitzbøll    | Løkke Rasmussen III                     | 28 novembre 2016  | 27 juin 2019      |
|     | Astrid Krag              | Frederiksen I                           | 27 juin 2019      | 21 janvier 2021   |
|     | Kaare Dybvad             | Frederiksen I                           | 21 janvier 2021   | 2 mai 2022        |
|     | Christian Rabjerg Madsen | Frederiksen I                           | 2 mai 2022        | 15 décembre 2022  |
|     | Sophie Løhde             | Frederiksen II                          | 15 décembre 2022  | en fonction       |